# إيماين أبلاش
إيماين أبلاش (بالإنجليزية: Emain Ablach)‏ (أيضًا Emne، الأيرلندية الوسطى: Emhain Abhlach أو Eamhna، تعني «إمهاين التفاحات») هي جزيرة الفردوس في الأساطير الإيرلندية. غالباً ينظر إليها على أنها مملكة إله البحر (مانان ماك لير) والتي تعرف حالياً إما بجزيرة مان أو جزيرة أران. نشأ الإله امين ابلاش في لوغ لامفادا وفقاً للقصيدة الإيرلندية بايلي سوثين سيث إيمنا في العصور الوسطى. وفي قصيدة أخرى من القرن الرابع عشر، وُصفت مين ابلاش بأنها مليئه بالبجع والطقسوس.

## علم أصول الكلمات
إيماين هي كلمة غامضة الأصل، على الرغم من أنه يمكن مقارنتها مع اسم امين ماشا في ايرلندا، والمُدوّن باسم «ايسامنين» في كتاب الجغرافيا لبطليموس في القرن الثاني، الذي قام بترجمت سيلتيكست هيريش وانجر سلتيكست هاينريش فاغنر على أنه «ما يتحرك من تلقاء نفسه بسرعة، مثل التيار،» المشتق من الجذر الهندو أوروبية *eis. وتعنى أبلاش التفاح/الفواكه في الإيرلندية القديمة.

## التأثير
في أدب آرثر في العصور الوسطى، استطاع جيفري مونماوث الوصول إلى جزيرة الفردوس إنسولا أفالونيس (أفالون)، حيث تم تزوير سيف كاليبورنوس، وحيث نقل الملك آرثر ليشفى من قبل الساحرة مورغان وأخواتها الثماني بعد معركة كملان. ربما تأثروا بالأساطير الإيرلندية لإمين أبلاش، قد يكون المعادل الويلزي في العصور الوسطى لـ Avalon Ynys Afallach («جزيرة Afallach»)، مرتبطًا أيضًا - إن لم يكن مشتقًا من - Emain Ablach.

## ببليوغرافيا
- Bullock-Davies, Constance, "Lanval and Avalon," Bulletin of the Board of Celtic Studies 23, 1969, p. 128-42.
- Koch, John (ed.), Celtic Culture: A Historical Encyclopedia, ABC-CLIO, 2006, p. 146-147; p. 677; p. 691; p. 959; p. 1244; p. 1471; p. 1671.
- MacNeill, Máire, The festival of Lughnasa Comhair de Bhéaloideas Éireann, University College, 1982, p. 6.
- Maier, Bernhard (ed.), Dictionary of Celtic religion and culture, Boydell & Brewer, 1997, p. 3; p. 156;, p. 186.
- Ó hÓgáin, Dáithí, Myth, legend & romance: an encyclopaedia of the Irish folk tradition, Prentice Hall Press, 1991, p. 247.
- Skene, William Forbes, Celtic Scotland: a history of ancient Alban, Volume 3, Edmonston & Douglas, 1880, p. 410ff.
- Wagner, Heinrich, "The archaic Dind Ríg poem and related problems", Ériu, Vol. 28, 1977, p. 1-16.